# 505 (lied)
"505" is een lied van de Arctic Monkeys en is het twaalfde nummer op hun album Favourite Worst Nightmare uit 2007.

## Muziek
Het lied bevat een orgelsample van de muziek die Ennio Morricone componeerde voor de film The Good, the Bad and the Ugly. Daarnaast werd een deel van het gitaarspel van het nummer gespeeld door Miles Kane.

## Geschiedenis
505 werd door de Arctic Monkeys gebruikt als vaste afsluiter van hun optredens. In het najaar van 2022 kende het nummer een opleving. Het liedje ging viraal op TikTok en dit leidde ertoe dat het nummer in dat najaar na Do I Wanna Know? en I Wanna Be Yours het meest gestreamde nummer van de band was.
De luisteraars van Studio Brussel verkozen 505 in januari 2022 tot hun favoriete nummer van de Arctic Monkeys. Ook verkozen de luisteraars van dat radiostation later dat jaar 505 tot het beste lied van 2007.

## NPO Radio 2 Top 2000
| Nummer met noteringen in de NPO Radio 2 Top 2000 | '22  | '23 | '24 |
| ------------------------------------------------ | ---- | --- | --- |
| 505                                              | 1992 | 381 | 315 |

1. ↑  Een vetgedrukt getal geeft de hoogste notering aan.
2. ↑  2022 was het eerste jaar met een notering voor dit nummer.